# Eutanasia infantile

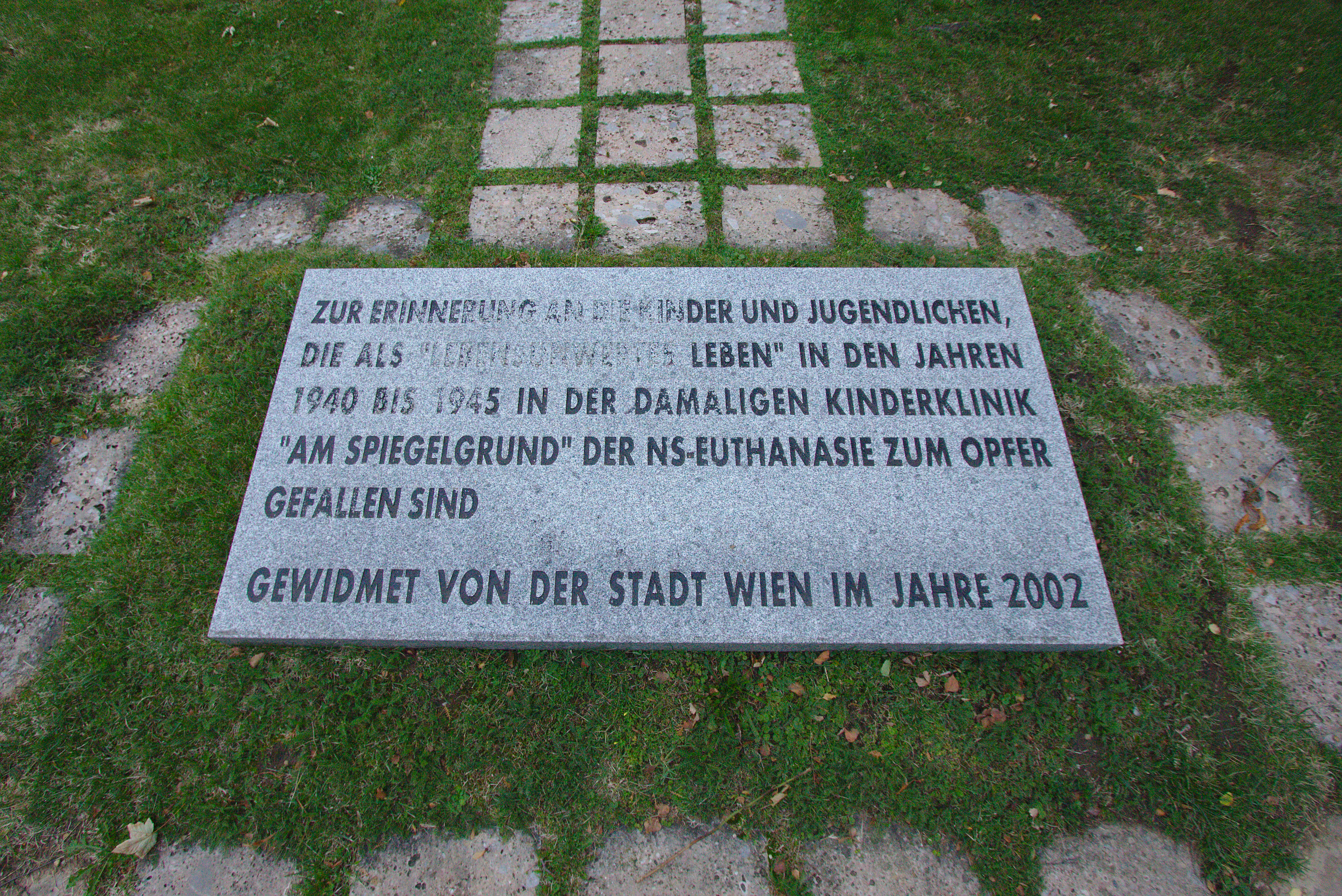
Lapide per le vittime di eutanasia infantile della clinica di Spiegelgrund. Zentralfriedhof, a Vienna.

L'eutanasia infantile è una forma di eutanasia che viene applicata ai bambini gravemente malati o affetti da gravi difetti alla nascita. Nel 2005, i Paesi Bassi sono diventati il primo paese a consentire l'eutanasia infantile nel caso di prognosi infausta e dolore intrattabile. Nove anni dopo, il Belgio ha modificato la sua legge sull'eutanasia del 2002 per estenderne l'applicazione anche ai minori. Come per l'eutanasia in età adulta, anche per quella infantile esiste un dibattito etico sulle questioni morali, filosofiche e religiose.

## Documento parlamentare dei Paesi Bassi
Clémence Ross-van Dorp, segretario di Stato per la Salute, il Welfare e lo Sport, e Piet Hein Donner, ministro della Giustizia, hanno presentato l'11 novembre 2005 quella che ad oggi risulta essere l'unica proposta scritta e formalizzata presentata ufficialmente da rappresentanti di un governo ad un parlamento.
Tale proposta distingue e analizza, dal punto di vista legale, due possibili aree di intervento: la prima riguardante neonati e la seconda feti ad un avanzato stadio di sviluppo. In tale documento si precisa che, nonostante alcuni casi possano costituire un crimine in base alla legge dei Paesi Bassi, una eventuale azione legale è a discrezione del magistrato.
Altro elemento significativo riguarda la differenziazione tra modalità e motivazioni riguardanti l'eutanasia infantile, cioè il documento precisa che è a discrezione del medico decidere in quali casi sia applicabile l'eutanasia, indicando come criterio che la sofferenza debba essere o possa prefigurarsi "insopportabile". Invece il documento delinea chiaramente le categorie legali e le relative procedure decisionali relative ai vari casi, ed i criteri in base ai quali il magistrato debba giudicare se in uno specifico caso già verificatosi (si esclude un giudizio preventivo del magistrato) le modalità di messa in pratica dell'intervento siano state rispettate.
Il documento basa le sue proposte su vari consigli, decisioni, richieste pervenute allo Stato dei Paesi Bassi, tra i quali il più noto è il Protocollo di Groningen, già approvato dall'Associazione dei Pediatri dei Paesi Bassi, nel giugno 2005, come indicatore delle linee guida nazionali (il documento ricorda che il protocollo non ha alcun valore legale, e che quindi il magistrato potrebbe, a sua discrezione, ignorarlo).

### Terminazione della vita di neonati
Il documento stabilisce che l'eutanasia infantile possa riguardare:
"Bambini che possono essere nati con pochissime prospettive di sopravvivenza o di ragionevole salute nel prosieguo della vita".
In particolare si distinguono due casi:
- nel primo «deve essere chiaro che il bambino morirà entro pochi giorni o mesi dopo la nascita», ed in questi è da considerarsi «parte delle normali procedure mediche non iniziare o sospendere il trattamento», il bambino quindi è dichiarato morto di morte naturale.
- nel secondo«"Un'altra possibilità è che, grazie alle cure, il bambino possa avere una limitata possibilità di sopravvivenza, ma che le sue condizioni di salute durante la vita seguente possano essere estremamente scadenti».

La decisione del medico è così presa: "compila una prognosi complessiva dell'attuale e del futuro stato di salute, prendendo in considerazione la relazione tra i fattori come il grado atteso di sofferenza, l'aspettativa di vita, il grado di degradamento [delle condizioni di vita] legato al trattamento, la capacità attesa di comunicare e di essere auto-sufficiente, e la dipendenza dal settore medico-assistenziale".

Anche in questo caso se la situazione è grave «è normale procedura medica non iniziare il trattamento o terminarlo», e il decesso è considerato morte naturale.
La proposta stabilisce che il caso venga legalmente registrato come eutanasia soltanto nei casi in cui la morte è intenzionalmente abbreviata a causa della "grave natura della sua sofferenza".
Al di là delle procedure decisionali specificate il documento stabilisce che "solamente l'attuale grado di sofferenza può servire come base per la decisione di terminare la vita".

### Interruzione di gravidanze in stato avanzato
Un altro possibile ambito di applicazione dell'eutanasia riguarda le gravidanze in stato avanzato, cioè dopo le 24 settimane, in particolare di quelle per le quali "un serio disordine fetale è stato diagnosticato e che risulterebbe nella morte del feto".
Anche per questa possibilità vengono distinte due categorie.
La prima categoria riguarda i casi nei quali non si poteva ragionevolmente ritenere che il bambino non nato sarebbe potuto sopravvivere al di fuori del corpo della madre. Il disordine è intrattabile ed è quasi certo che muoia durante il parto o immediatamente dopo la nascita. Per questi casi il magistrato non è tenuto a decidere se agire o meno, benché debba essere informato del fatto.

Le modalità di attuazione dell'eutanasia sono specificati, per questi casi, dal novembre 2003 ad opera della Associazione degli Ostetrici e dei Ginecologi dei Paesi Bassi.
La seconda categoria comprende anomalie che portano a "seri ed incurabili disordini funzionali", ma esistono possibilità di sopravvivenza. Inoltre si specifica che il trattamento medico risulterebbe comunque in sofferenze per tutte la vita o potrebbe essere dannoso e la sua assenza porterebbe alla morte.

Si ricorda che benché questi interventi costituirebbero "un crimine secondo la legge" "invocare la necessità (inevitabilità) come base per l'immunità può in alcuni casi risultare in successo", a patto che "l'opinione medica prevalente [...] ritiene che l'intervento medico dopo la nascita sarebbe stato senza senso".

### Procedure di valutazione legale
Dal punto di vista legale si stabilisce che soltanto i casi appartenenti alle seconde categorie rimangano crimini, benché la decisione di perseguire legalmente un medico sia a totale discrezione della magistratura, che usufruisce del parere non vincolante di un consiglio di medici nello specifico campo di specializzazione; inoltre viene specificato che «non tutti i fallimenti nel soddisfare i criteri legati alla dovuta cura porteranno ad azione legale».

### Criteri della dovuta cura
I criteri variano a seconda che si tratti di gravidanze in stato avanzato o di neonati. È da notare che i criteri servono principalmente al magistrato per giudicare se la morte che riguarda i casi della seconda categoria sia stata legale, non al medico per decidere in quali casi praticare l'eutanasia. In altre parole sono criteri che indicano il "come" non il "perché" debba essere attuata tale condotta.

#### Neonati[8]
- in base alla opinione medica prevalente, la sofferenza del bambino era insopportabile e senza prospettiva di miglioramento, il che significa che la decisione di interrompere il trattamento era giustificata. Non c'era quindi nessun dubbio sulla diagnosi e sulla prognosi, alla luce della opinione medica prevalente.
- i genitori del bambino hanno dato il loro assenso.
- il medico ha pienamente informato i genitori del bambino della diagnosi e della prognosi. Questo significa che insieme ai genitori il medico è giunto alla ferma conclusione che non c'era alcuna ragionevole alternativa alla luce della situazione del bambino.
- il medico ha consultato almeno un collega indipendente che ha visitato il bambino e ha dato un'opinione scritta in conformità con questi criteri. Alternativamente, il medico potrebbe aver chiesto le opinioni del gruppo medico che si occupava del bambino.
- la morte è stata data con la dovuta cura medica e attenzione.

#### Gravidanze in stato avanzato[1]
- il feto aveva un disordine che ricadeva nella seconda categoria, ciò significa che era di una natura tale per cui dopo che il bambino fosse nato il trattamento medico sarebbe stato interrotto in base alle considerazioni che sarebbe stato senza senso da un punto di vista medico secondo l'opinione medica prevalente. In altre parole, non c'era alcun dubbio a proposito della diagnosi e della prognosi secondo l'opinione medica prevalente. In più, nella medesima opinione medica, continuare la gravidanza non avrebbe portato alcun contributo significativo ad una diagnosi più accurata.
- il bambino stava soffrendo o si poteva ritenere che avrebbe sofferto, senza alcuna prospettiva di miglioramento.
- la madre aveva espressamente chiesto che la gravidanza fosse terminata a causa della sofferenza fisica o mentale causata dalla situazione.
- il medico ha pienamente informato i genitori del bambino della diagnosi e della prognosi. Questo significa che insieme ai genitori il medico è giunto alla ferma conclusione che non c'era alcuna ragionevole alternativa alla luce della situazione del bambino.
- il medico ha consultato almeno un collega indipendente che ha visitato il bambino e ha dato un'opinione scritta in conformità con questi criteri. Alternativamente, il medico potrebbe aver chiesto le opinioni del gruppo medico che si occupava del bambino.
- la gravidanza è stata interrotta con le dovute cure mediche e attenzione.

## Legge Belga
La legge approvata dal parlamento e firmata dal re il 2 marzo 2014, prevede che un bambino, di qualunque età, in preda a sofferenze intense (escluse quelle psicologiche), impossibili da alleviare e colpito da malattia incurabile, possa chiedere che si ponga fine alle sue sofferenze, facendolo morire mediante un'iniezione letale. In ogni caso dovrà possedere la capacità di intendere e di volere, e quindi dovrà essere giudicato in grado di compiere tale scelta, davanti a uno psicologo e a uno psichiatra, e dovrà avere il consenso scritto di entrambi i genitori o di chi ne fa le veci. Un pediatra ha espresso in questi termini la domanda che il paziente, anche se bambino, dovrebbe rivolgere: "Non lasciatemi morire in modo terribile. Lasciatemi andare quando sono ancora un essere umano con una propria dignità".
Per cercare di diminuire le polemiche, i sostenitori della legge hanno chiarito che nessun medico sarà obbligato ad applicare la legge, che saranno garantite le cure palliative, e che la richiesta di eutanasia da parte di un minore sarà esaminata dall'équipe medica che ha in cura il paziente.